# 鈴木香 (野球)
鈴木 香（すずき かおる）は、群馬県出身の元男子アマチュア野球選手である。ポジションは外野手。

## 来歴・人物
富岡高等学校を卒業した後に、駒澤大学に進学する。
大学在学時には、東都大学野球リーグでは、1969年の春季リーグでは武器である俊足を生かして、リーグ最多盗塁数51を達成し(この記録はのちに1988年に野村謙二郎が更新した)、その春季リーグでベストナインにも選ばれた。また、バントを打つのがうまく、守備範囲が広いという走攻守の三拍子が揃った中堅手として、定評があった。
大学卒業後には、1969年のドラフト会議で近鉄バファローズから4位指名されたが入団を拒否し、日本鉱業日立に入社する。のちに日本鉱業佐賀関に移籍し、都市対抗野球大会や社会人野球日本選手権大会に出場した。